# Hospital de Basurto
El Hospital Universitario Basurto-Basurtuko Unibertsitate Ospitalea, más conocido como Hospital de Basurto, es un centro hospitalario público situado en el barrio homónimo de la villa de Bilbao (Vizcaya), España. Es dependiente de Osakidetza-Servicio Vasco de Salud cuyo Consejo de Administración acordó el 22 de julio de 2011 modificar su denominación para incluir en su nombre los términos «Hospital Universitario». El acuerdo fue publicado en el BOPV del 30 de septiembre.
Cuenta con conexiones mediante autobús, metro, tranvía y línea de Cercanías de FEVE. Se trata de uno de los hospitales más concurridos del País Vasco, España. En 2005 el área de urgencias atendió a 141.567 pacientes, cifra sólo superada en la comunidad autónoma por el Hospital de Cruces y el Hospital Universitario Donostia.

## Historia

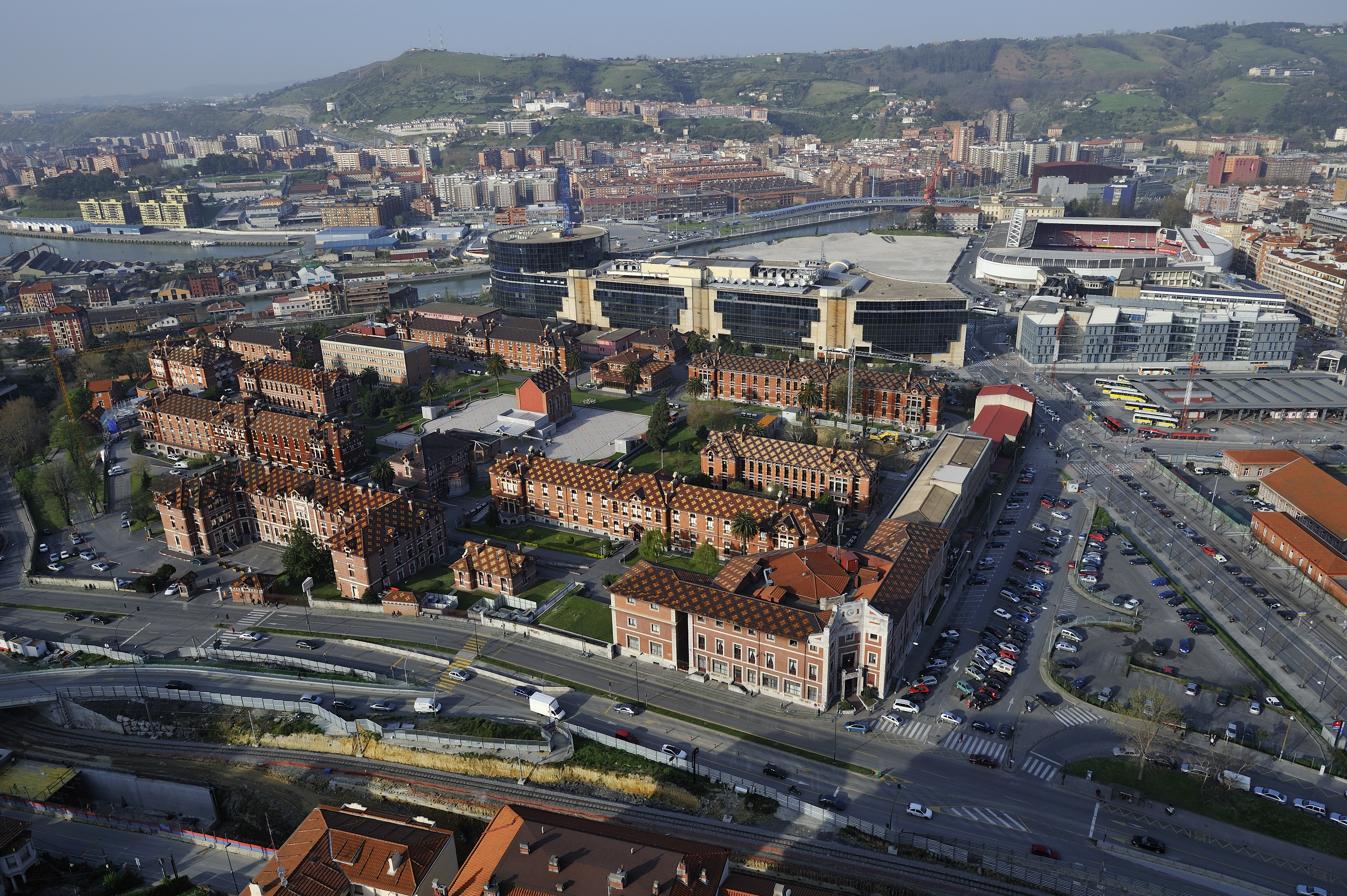
Vista aérea

Diseñado por el arquitecto municipal Enrique Epalza, fue inaugurado el 13 de noviembre de 1908 y consiste en un complejo de quince edificios —divididos en pabellones según las especialidades— de estilo modernista. Su primer director fue el doctor Enrique de Areilza Arregui (1860-1926).

## Accesos

### Tren
- Estación de Basurto-Hospital, líneas B1, R3, R3b y R4 de Feve.

### Tranvía
- Estación de Ospitalea/Hospital del tranvía de Bilbao.

## Dirección
- Avda. de Montevideo, N.º 18. (Carretera N-634). 48013 Bilbao.